# Плеттенберг, Вальтер фон
Вальтер фон Плеттенберг (нем. Wolter von Plettenberg; ок. 1450 — 28 февраля 1535) — магистр Ливонского ордена с 1494 года по 1535 год, важная фигура в ранней истории балтийских немцев, динабургский комтур (1502-1510).

## Ранние годы
Вальтер фон Плеттенберг родился в замке Мейрих, Вельфер, Вестфалия. С десяти лет он жил в Нарве, где уже в пятнадцать лет вступил в Орден. В 1482—1488 гг. занимал должность фогта Резекне. В 1489 году он был избран ландмаршалом Ливонского Ордена (Landmarschall), в 1491 году он успешно боролся против города Риги и был избран новым магистром Ливонского Ордена в 1494 году.

## Война с Русским государством
В том же 1494 году Москва закрыла представительства Ганзейского союза в Новгороде, а ганзейские купцы (большинство из них были ливонцы) — посажены в тюрьму. В результате Ливония оказалась в состоянии войны с Русским государством.
В 1498 году после провала переговоров, Плеттенберг стал готовиться к нападению на Псков — тогда ещё формально независимое государство, но под сильным влиянием Москвы.
В 1500—1501 году Плеттенберг вёл переговоры с великим князем литовским Александром Ягеллоном, который воевал с Москвой. В результате был заключён союз — Венденский договор 1501 года. Он также попытался убедить римского папу Александра VI объявить крестовый поход на Русь, но тщетно.

В войне 1501—1503 годов Плеттенберг использовал все преимущества современных ему вооружений (тяжёлую кавалерию, артиллерию, ручное огнестрельное оружие) и тактические приёмы. Это позволило ему в августе 1501 года выиграть сражение на реке Серице, где армия Ливонской конфедерации в 8000 пехотинцев и 4000 всадников победила русских. Существуют различные оценки численности армий, К. В. Базилевич сделал вывод о численности русских войск в 6000, а немецких (4000 тяжелая конница, 2000 пехота). Однако без помощи литовцев Плеттенберг не смог покорить Псков и Изборск и ограничился тем, что разграбил и сжёг крепости Остров и Ивангород 

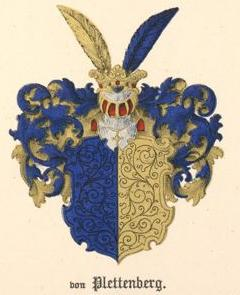
Герб рода Плеттенбергов

Зимой 1501—1502 годов русские в свою очередь довольно сильно разорили Восточную Ливонию, победив Плеттенерга в битве под замком Гельмед.
Плеттенберг попытался покорить Псков ещё один раз, но подошедшая из Москвы подмога вынудила его отступить к юго-западу от города.
13 сентября 1502 года Плеттенберг сразился с русскими в битве на озере Смолино (недалеко от деревни Палкино в Псковской области). Его войско насчитывало с 5000 человек против около 12000 русских. Битва окончилась с неопределённым результатом, но поскольку поле битвы осталось за ливонцами, сражение расценивается как победа Ливонии. После этой битвы в 1503 году между Иваном III и Ливонией был заключен мир на условиях лат. status quo ante bellum — возвращение статус-кво, то есть, к состоянию границ до начала военных действий.

## Протестантская реформация
В ходе протестантской реформации Плеттенберг поддержал лютеран, надеясь таким образом подчинить католического архиепископа Риги. Сама Ливония управлялась с большим трудом, будучи разделённой между Орденом, епархией и богатыми городами — Ригой, Ревелем и Дерптом. В 1525 году Плеттенберг отказался принять лютеранство и стать светским правителем Ливонии подобно тому, как это сделал в Пруссии великий магистр Альбрехт. Вместо этого Плеттенберг стал вассалом и имперским князем (Reichsfürst) императора Карла V, надеясь таким путём получить прямую поддержку со стороны Священной Римской империи.

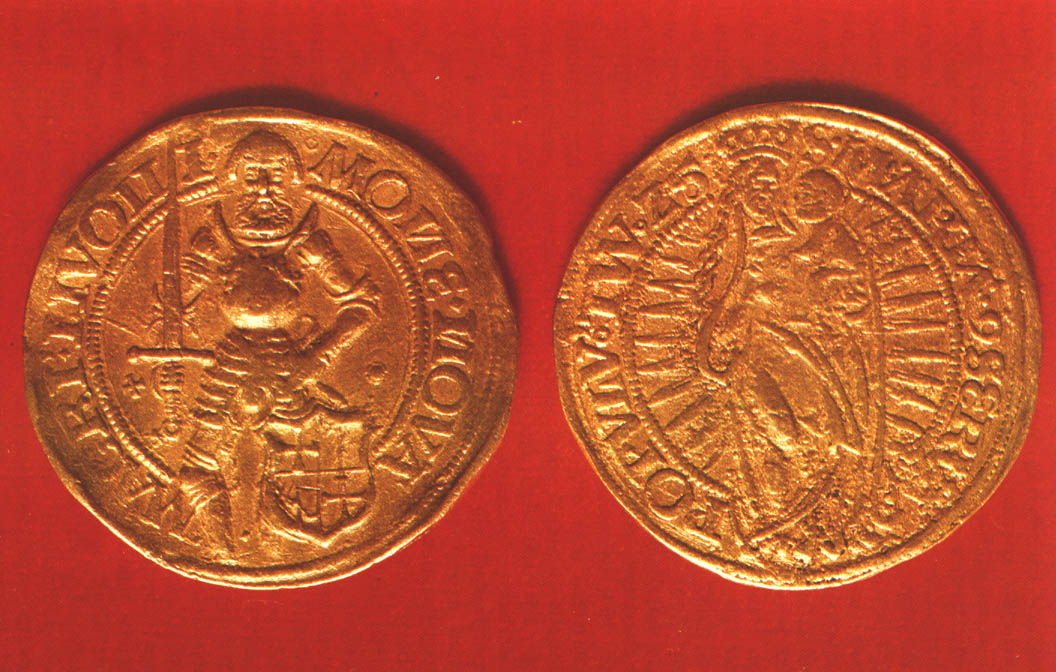
Монета (10 гульденов) ландмейстера Вальтера фон Плеттенберга

В том же 1525 году на монетном дворе Риги магистром были отчеканены 10 гульденов в золоте и талеры в серебре с его изображением. Эти монеты не предназначались для обращения и носили репрезентативный характер. 
В начале 1535 года в возрасте около 85 лет он умер. Захоронен в Цесисе в Церкви Святого Иоанна.